# Сасово (Тячівський район)
Са́сово — село в Україні, у Вільховецькій сільській громаді Тячівського району Закарпатської області.
Згадка у 1898- році як Szászova. Інші згадки: 1907-та 1913 та 1918-Szálláspatak (hnt.), 1944-Szászó, Сасовъ (hnt.), 1983- Сасове, Сасово, 1995-Сасово.

## Населення

### Мова
Розподіл населення за рідною мовою за даними перепису 2001 року:
| Мова       | Кількість | Відсоток |
| ---------- | --------- | -------- |
| українська | 424       | 99.53%   |
| російська  | 2         | 0.47%    |
| Усього     | 426       | 100%     |

| Україна | Це незавершена стаття з географії України. Ви можете допомогти проєкту, виправивши або дописавши її. |

1. ↑  Рідні мови в об'єднаних територіальних громадах України — Український центр суспільних даних